# Devnoor, Sedam
Devnoor là một làng thuộc tehsil Sedam, huyện Gulbarga, bang Karnataka, Ấn Độ.